# Massacre de Qibya
Vous lisez un « article de qualité » labellisé en 2007.
Le massacre de Qibya (ou Kibiah ou Kibié) est une action de représailles menée par l’unité 101 de l’armée israélienne contre le village cisjordanien de Qibya dans la nuit du 14 au 15 octobre 1953 et qui fit 79 victimes civiles parmi les habitants palestiniens du village, dont deux tiers de femmes et d'enfants,.
À l’époque, l’opération est unanimement réprouvée dans le monde et fait l’objet d’une condamnation du Conseil de sécurité des Nations unies. Elle est perçue comme le début de la politique controversée de représailles systématiques toujours appliquée aujourd’hui par Israël.
Le massacre est également connu sous le nom d’opération Shoshana (nom donné en mémoire d’une des victimes juives de l’attentat ayant justifié l’opération).

## Contexte
À la suite de la guerre de Palestine de 1948, lors de l’exode palestinien, une grande partie de la population arabe fuit ou est expulsée des territoires qui forment l’État d’Israël. De plus, les discussions d’armistice entre les différents protagonistes du conflit n’aboutissent pas à une solution qui permette leur retour. Le gouvernement israélien de son côté s’attelle à la consolidation de l'économie nationale et à l'absorption des nouveaux immigrants. De 1949 à 1952, ce sont près de 700 000 d'entre eux que le gouvernement installe principalement dans les zones frontalières et dans les anciens villages arabes, doublant ainsi la population du pays. D'un point de vue géographique, la ligne de cessez-le-feu entre Israël et la Jordanie, qui fait office de frontière, ne suit aucun contour topographique naturel et traverse même parfois des villages.
Dans ce contexte, les Palestiniens et les Bédouins mènent des « infiltrations » en territoire israélien. Leurs intentions sont de se réinstaller dans leurs anciennes demeures, de venir moissonner les champs laissés derrière eux, de voler des récoltes ou des animaux de ferme des Israéliens et enfin, dans une minorité de cas, les infiltrations sont également motivées par la vengeance et ont pour but d’attaquer la population ou de perpétrer des actes de sabotage. Entre 1949 et 1954, on relève ainsi chaque année entre 10 000 et 15 000 incidents aux frontières.
Les Israéliens assimilent l’ensemble des infiltrations à du « terrorisme ». Fin 1952, elles ont provoqué la mort de près de 200 civils et de nombreux soldats israéliens ainsi que des dommages pour plus de 500 000 livres israéliennes, soit 0,15 % du budget total de l’État. Elles mettent également en péril les plans de « développement » des zones frontalières par l’insécurité qu’elles y produisent,.
Les Jordaniens tentent de s’opposer à ces infiltrations. Entre décembre 1950 et février 1952, 2575 infiltrés sont arrêtés et condamnés à des amendes ou de petites peines de prison mais sans effet global. Le gouvernement israélien estime de son côté qu'au contraire les Jordaniens favorisent les incursions et sous les auspices de Moshe Dayan, chef du commandement sud de Tsahal, la réponse israélienne est militaire. Des troupes sont déployées aux frontières avec autorisation de tir et procèdent à des expulsions « massives et brutales ». Au total, de 2 700 à 5 000 infiltrés, généralement non armés, trouvent la mort entre 1949 et 1956.
Dès la fin 1948, en plus de ces mesures à caractère défensif, Tsahal mène en territoire jordanien des opérations de représailles, principalement de nuit. Ces mesures montent en ampleur et en fréquence au début de 1953 mais s’avèrent totalement inefficaces. Les échecs et leurs retombées diplomatiques négatives suscitent l’opposition du ministre des Affaires étrangères, Moshé Sharett. L’état-major général décide toutefois de continuer cette politique et met sur pied l’unité 101 dont le commandement est confié au commandant Ariel Sharon,. L’unité, qui rassemble une cinquantaine de combattants aguerris, a pour mission de mener des opérations de représailles en territoire ennemi.

## Déclenchement de l’opérationShoshana
La nuit du 12 au 13 octobre 1953, à Yehoud en banlieue de Tel-Aviv, une Israélienne, Kanias, et deux de ses enfants, Reuven et Shoshana âgés de douze mois et trois ans, sont tués dans un attentat à la grenade.
Les traces mènent à la frontière avec la Jordanie qui autorise les Israéliens à continuer la poursuite des meurtriers sur son territoire mais ceux-ci ne sont pas rattrapés. La Jordanie demande néanmoins aux Israéliens de ne pas prendre de mesures de représailles mais de lui laisser poursuivre l’enquête,.
Le 13 octobre, lors d’une réunion impromptue entre le ministre de la Défense en fonction Pinhas Lavon, le Premier ministre (en congé) David Ben Gourion, le chef d’État-major de Tsahal Mordekhaï Maklef et le chef des opérations du front sud Moshe Dayan, la décision est prise de mener une opération de représailles. Le Premier ministre en fonction et ministre des affaires étrangères, Moshé Sharett, n’est pas présent et n’est informé que le lendemain. Il tente alors, sans beaucoup de conviction, de s’opposer à l’opération.
La cible désignée pour les représailles est le village de Qibya, situé à deux kilomètres seulement de la frontière israélienne et comptant environ 1 500 habitants,.
Selon le récit qu’en a fait Ariel Sharon, les investigations de la police israélienne amènent le gouvernement à penser que les auteurs de l’attentat proviennent du village de Qibya. D’autres sources indiquent toutefois qu’aucun lien n’a pu être établi entre l’attentat et Qibya. Selon l’historien militaire Zeev Drori, Qibya est choisi pour sa proximité de la frontière israélienne et parce qu’il s’agit d’une base arrière pour les opérations « terroristes » menées sur le territoire israélien.
L’opération est confiée au commandant Ariel Sharon, alors âgé de 25 ans, qui dispose de l’unité 101, d’une compagnie du 890e bataillon de parachutistes et d’un soutien d’artillerie (des mortiers de 81 mm). Il existe une controverse sur les ordres qui lui sont finalement donnés quant à savoir s’il faut ou non « faire un maximum de victimes ».

## Le massacre

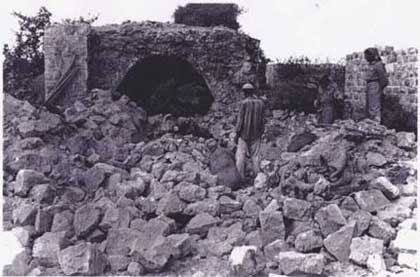
Les ruines du village.

L’opération débute au soir du 14 octobre 1953 vers 21 h 30. Elle engage entre 103 et 130 combattants.
Les forces sont réparties en trois groupes principaux. Un premier groupe d’une vingtaine de combattants parachutistes a pour mission de prendre les défenses militaires à l’est du village. Un deuxième, composé d’une vingtaine d’hommes de l’unité 101, pénètre dans le village par l’est. Le dernier groupe, composé de 40 combattants parachutistes et transportant 700 kg d’explosifs répartis en paquets de 10 à 15 kg, a pour mission de faire sauter les habitations. Trois sections de cinq hommes sont déployées sur les routes menant aux localités voisines de Ni’lin, Budrus et Shuqba. Pour faire diversion et ainsi empêcher le renforcement du village, une section équipée de mortiers de 81 mm reste en réserve côté israélien de la frontière.
L’opération commence par un tir de mortier sur le village de Budrus tandis que les sections de diversion échangent des tirs avec les gardes nationaux des différents villages. Un véhicule militaire se dirigeant vers Qibya est pris en embuscade et les soldats qui l’occupent sont tués.
Les soldats éliminent rapidement toute résistance, tuant une douzaine de gardes nationaux et faisant fuir la population vers le sud. Ensuite, ils passent de maison en maison, tirent au travers des fenêtres et dans l’embrasure des portes. À minuit, le village est sous contrôle. Ils font alors exploser entre 30 et 45 bâtiments dont la mosquée, le réservoir d’eau du village, l’école, le poste de police et le centre téléphonique et se retirent vers 3 h 20.
Un premier décompte réalisé par la Légion arabe le 16 octobre fait état de 42 victimes dont 38 femmes et enfants. Finalement, on décompte environ 70 victimes,. Une quinzaine de légionnaires auraient également été blessés à la suite d'une embuscade dans laquelle ils seraient tombés en tentant de secourir le village. On ne dénombre aucune perte israélienne.
Dans un rapport présenté devant le Conseil de sécurité des Nations unies, le major Hutchinson de l’US Navy considère que l’attaque ne pouvait être menée que par des forces parfaitement entraînées et estime que 225 hommes constituent un minimum absolu pour mener une telle opération. Certains parlent encore aujourd’hui d’une attaque menée par 400 hommes et à l’époque les rumeurs allèrent jusqu’à 600 hommes.
Les causes exactes de la mort des civils à Qibya font l’objet d’une controverse. Tant la version d’Ariel Sharon selon laquelle ils seraient morts accidentellement ensevelis sous les décombres des habitations que celle du major Hutchinson, selon laquelle cela aurait été volontaire, sont contredites par les historiens actuels qui concluent que les habitants sont morts abattus lors de la prise de contrôle du village.

## Réactions et conséquences

### Réactions internationales

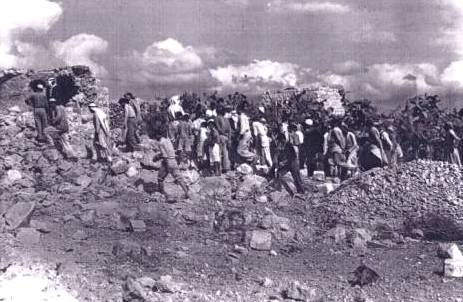
Habitants de Qibya revenant au village le lendemain de l'attaque par les forces israéliennes.

Le 16 octobre, la Jordanie dépose une plainte officielle devant le Conseil de sécurité des Nations unies et convoque une réunion d’urgence de la Ligue arabe à Amman, dénonçant une agression criminelle israélienne à ce point sérieuse qu’elle pourrait déclencher une guerre dans la région. Le 17 octobre, la Grande-Bretagne, la France et les États-Unis demandent que le problème des « tensions grandissantes entre Israël et ses voisins » soit mis à l’ordre du jour. De son côté, la Ligue arabe condamne l’agression et vote un budget de 2 millions de livres sterling pour renforcer les « gardes nationaux » jordaniens tandis que l’Irak propose d’envoyer des troupes en Jordanie ; ce que la Grande-Bretagne déconseille car pouvant être interprété par Israël comme un casus belli.
La presse internationale, même pro-israélienne, condamne le raid, le comparant au massacre de Lidice commis par les nazis en 1942 ou au massacre de Deir Yassin où entre 100 et 120 Palestiniens, principalement des civils furent massacrés par l'Irgoun et le Lehi. Un parlementaire israélien en visite aux États-Unis souligne qu’on pardonne d’autant moins le massacre qu’au contraire de Deir Yassin, il n’a pas été commis en période de guerre et par une organisation dissidente mais par un État.
Les Britanniques condamnent fermement l’opération et menacent d’activer le traité de défense avec la Jordanie en cas de nouvel incident. Ils demandent à Israël de trouver les coupables et d’indemniser les victimes. La décision d’envoyer une division blindée est même envisagée. De leur point de vue, si Israël avait voulu nuire à leur position en Jordanie, elle n’aurait pas pu faire mieux. La France et les États-Unis condamnent également l’attaque. Plus tard, ces pays suspendent temporairement leur aide économique à l’État hébreu.
La réaction officielle israélienne n’a lieu que le 19 octobre, au travers d’un communiqué radio de David Ben Gourion dans lequel il explique que l’armée israélienne n’est en aucun cas liée à l’opération mais qu’il s’agit d’une réaction des colons frontaliers fatigués des infiltrations continuelles. Il ajoute que « si (…) du sang innocent a été versé (…), personne ne le déplore autant que le gouvernement israélien. Le gouvernement de l’État d’Israël nie formellement l’allégation absurde et loufoque selon laquelle 600 hommes (…) auraient participé à cette opération. » Il ajoute qu’une « enquête [a été menée] à ce sujet et [qu’]il est apparu avec certitude qu’aucune unité de l’armée ne manquait à l’appel la nuit de l’attaque sur Qibya. »,.
Cette réaction est largement commentée dans les débats au Conseil de sécurité. À sa 633e séance, le 30 octobre 1953, le Président invite le chef d’état-major de l’ONUST à prendre place à la table du Conseil pour venir apporter son témoignage. La version israélienne ne convainc personne et les débats qui suivent aboutissent à l’adoption de la Résolution 101.

### Résolution 101 du Conseil de sécurité de l’ONU
Le 24 novembre, le Conseil de sécurité des Nations unies adopte la résolution 101 condamnant Israël pour ses actions de représailles à Qibya :

« Le Conseil de sécurité (…) constate que l’action de représailles entreprise à Qibya par les forces armées d’Israël, les 14 et 15 octobre 1953, et toutes actions semblables constituent une violation des dispositions de la résolution 54 (1948) du Conseil de sécurité qui concernent la suspension d’armes, et sont incompatibles avec les obligations que font aux parties la Convention d’armistice général conclue entre Israël et la Jordanie et la charte des Nations unies.
Exprime sa plus profonde désapprobation de cette action, qui ne peut que compromettre les chances du règlement pacifique que les deux parties doivent rechercher dans l’esprit de la Charte, et requiert Israël de prendre des mesures efficaces pour prévenir toutes actions semblables dans l’avenir (…). »

### Réactions en Jordanie
En Jordanie, l’opération déstabilise le pouvoir. Des manifestations anti-britanniques et anti-Légion sont organisées dans tout le pays par des opposants au régime. Ainsi, des pamphlets accusant Glubb Pacha d’être à la solde des Juifs circulent en sous-main. Les Frères musulmans organisent une manifestation à Aqbat Jabr et les demandes du parti Ba’ath et des Palestiniens de voir les réfugiés incorporés aux gardes nationaux de la Légion arabe deviennent plus fortes. Ceci a pour conséquence d’affaiblir la position des « royalistes » et de « palestinialiser » l’armée. Dans le camp de Qarameh, les réfugiés appellent à ce que la Conférence islamique prévue pour décembre à Jérusalem déclare le Jihad dans tous les pays musulmans et qu’on recrute et arme les réfugiés. En définitive, un officier britannique de la Légion et trois officiers arabes sont démis de leur fonction pour ne pas avoir réagi de manière appropriée la nuit de Qibya.
Ces événements sont précurseurs du futur limogeage de l’ensemble des officiers britanniques de la Légion qui a lieu en 1956 et de l’influence grandissante que prend dans le pays le mouvement pan-arabique de Nasser.

### Réactions israéliennes
L’incident provoque peu de réactions en Israël car, selon l’historien Benny Morris, « la presse, soumise à une censure très stricte, de même que la radio, contrôlée par le gouvernement, maintiennent l’opinion publique israélienne dans l’ignorance ». Néanmoins, dans le courrier des lecteurs du journal Haaretz, Michael Alkins, futur correspondant de la BBC en Israël écrit : 

« le châtiment collectif était déjà un acte illégitime lorsqu’Hitler y avait recours, il reste un acte illégitime lorsque c’est nous qui le pratiquons. Même dans ce monde tordu, ce monde des lois de la jungle, les tueries aveugles de femmes, d’enfants et de non-combattants révulsent. »

L’ambassadeur d’Israël aux États-Unis, Abba Eban, estime pour sa part que « la sauvagerie et les cruautés qui ont caractérisé l’opération de Qibya ont mené la situation internationale israélienne au bord de l’abysse. » Selon lui, « cette opération est la première depuis la fondation de l’État avec laquelle la nation juive mondiale refuse de s’identifier (…) même Deir Yassin n’évoque pas une telle nausée. »
Pourtant, quelques jours après l’opération, Ben Gourion aurait convoqué Ariel Sharon et aurait commenté l’opération en ces termes : « Peu importe ce que le monde dira de l’opération de Kibié. Ce qui est important, c’est de savoir comment elle sera perçue dans le monde arabe. Et je considère que c’est grâce à de telles opérations que nous pourrons continuer à vivre ici. » À partir de cette époque, une relation privilégiée lie d’ailleurs les deux hommes.
Le fossé se creuse entre les « activistes » représentant la ligne dure, menés par David Ben Gourion et soutenus par l’armée et les services de renseignements d’un côté, et de l’autre côté les « modérés », menés par Moshé Sharett et uniquement soutenus par le ministère des Affaires étrangères. La politique de représailles continue, mais les cibles civiles sont remplacées par des objectifs militaires, ce qui diminue les récriminations occidentales mais augmente également les pertes dans le camp israélien. Fin décembre, David Ben Gourion nomme Moshe Dayan, un « activiste », chef d’état-major ; juste avant de céder son poste de Premier ministre à Moshe Sharett.

## Analyses

### Politique israélienne de représailles et «droit à l'auto-défense»
L’historien Zeev Drori estime que l’opération de Qibya peut être considérée comme le point de départ d’une politique d’escalade en réponse aux infiltrations. Selon des propos tenus par Moshe Sharett dans son journal, l’opération Shoshana est la première riposte de cette envergure jamais menée par les Israéliens. Il pense également que la position « activiste » témoigne d’un manque d’empathie et de compréhension vis-à-vis du camp arabe et est purement « judéo- » et « israélo- » centrique.
Daniel Haïk rapporte différents faits et propos qui montrent l’impact perçu comme « positif » en Israël de la politique de représailles menée à l’époque. En 1954, l’unité 101 est intégrée dans le 890e bataillon de parachutistes dont Ariel Sharon prend le commandement. Entre 1954 et 1957, ils mènent plus de 70 opérations militaires. Sous ses ordres, l’unité des parachutistes devient un exemple pour les autres unités de Tsahal sur lesquelles elle a une « influence extrêmement positive » selon Moshe Dayan tandis que, selon les propos de Sharon, l’objectif était « de provoquer chez les Arabes un véritable sentiment de défaite (…) et qu’ils comprennent que jamais ils ne pourraient (…) vaincre [Israël] ». L’historien militaire Martin Van Creveld, bien que très critique quant aux méthodes utilisées par les Israéliens dans la lutte « antiterroriste », considère que l’« unité 101 a symbolisé la renaissance et la réorganisation » de Tsahal dont la « motivation et l’efficacité s’étaient effondrées » après la guerre de 1948.
Benny Morris rapporte qu'après le raid, les infiltrations régressent fortement aux alentours de Qibya et toute la frontière connaît une accalmie. En réponse aux événements de Qibya, les commentateurs pro-israéliens soulignent que Qibya s’inscrivit dans le contexte d’attaques continuelles venant de Jordanie et portées à l’encontre de civils israéliens. Tout en déplorant les victimes, ils soulignent que l’attaque et d’autres opérations de représailles à l’encontre des postes de l’armée et des « terroristes » jordaniens apportèrent un calme relatif sur la frontière jordanienne d’Israël. Ce n'est pas l'avis de Samy Cohen qui estime que « cette opération brutale ne [fait] pas cesser les incursions en territoire israélien, au contraire » et que les « représailles » sont généralement « disproportionnées ».
Israël revendique également son « droit à l’autodéfense » et la politique de représailles reste une constante dans la lutte israélienne contre l'activisme et le terrorisme palestinien et arabe. À court terme, elle est une des causes qui mènera à l’escalade avec le régime de Nasser et la crise de Suez.
Les États arabes et le Conseil de Sécurité ont régulièrement condamné les opérations israéliennes ; ce dernier affirmant que les « représailles ont démontré produire plus de violences que de dissuader l'[usage de la] violence ». Mais même en « période de paix », la ligne officielle israélienne ne change pas. Ainsi, paraphrasant des propos tenus précédemment par David Ben Gourion, Yitzhak Rabin, premier ministre lors des Accords d’Oslo, a déclaré qu’il fallait « lutter contre le terrorisme comme s’il n’y avait pas de négociations avec les Palestiniens, et continuer à négocier avec eux, comme s’il n’y avait pas de terrorisme ».

### «After Qibya»
Un article de Yeshayahou Leibowitz du 15 décembre 1953 est resté célèbre et marquant sur le sujet et fut selon l'historien Benny Morris le seul article de l'époque traitant des aspects moraux de l'opération.
Dans « After Qibya », Leibowitz constate qu'au contraire de l'époque de la diaspora, les Juifs établis en Israël disposent maintenant « de la puissance et de la possibilité d'utiliser la force pour arriver à leurs fins ». Selon lui, si en 1948 ils n'avaient pas le choix, à Qibya, la nation israélienne a montré ses limites morales et il invite ses lecteurs à ne « pas chercher à trouver des justifications pour Qibya, qui fut une punition massive et cruelle d'innocents pour la mort d'autres [innocents] ».

## Controverses

### Nature et transmission des ordres
Les historiens font état d’une modification des ordres lors de leur transmission entre le Grand Quartier général et l’officier responsable des opérations sur le terrain, Ariel Sharon,.
Selon l’historien et militaire israélien Zeev Drori, les intentions initiales de l’état-major sont d’infliger des dégâts massifs en faisant exploser 50 maisons dans le village. Au Grand Quartier général, le colonel Meir Hamit, responsable des opérations, émet les ordres suivants :
« Mission : (…) un assaut sur le village de Qibya à occuper temporairement, la démolition des maisons et les blessures infligées aux habitants provoquant leur fuite du village. »
Mais le centre opérationnel du Commandement central augmente la teneur des ordres, en parlant notamment de :
« (…) tuer les habitants et les soldats dans les villages. »
Ce que le responsable de l’opération sur le terrain traduit en :
« L’intention : attaquer le village de Qibya, l’occuper, et infliger un maximum de dégâts en vies humaines et sur les biens. »
L’historien Benny Morris signale qu’on s’interrogea à l’époque sur la manière dont l’ordre avait pu être modifié de la sorte mais selon lui la responsabilité d’Ariel Sharon ne peut être invoquée dans cet incident. Un de ses biographes, Luc Rosenzweig, insiste sur ce point face aux détracteurs de Sharon qui font généralement porter la responsabilité de Qibya sur lui. Il souligne qu’il « a scrupuleusement respecté l’esprit et la lettre d’un ordre émis au plus haut niveau ». Dans une autre biographie, Daniel Haïk indique néanmoins qu’Ariel Sharon aurait assisté dès le début aux discussions avec Moshe Dayan et que ce dernier lui aurait indiqué que le nombre de victimes ne devait pas dépasser la douzaine, ce que Sharon considéra avoir respecté selon le rapport qu’il écrit le soir de l’opération.
Dans un article publié en 2002 et traitant du massacre de Qibya, l'historien palestinien Walid Khalidi présente la controverse d'une autre manière. Il fait foi à la thèse d'Uzi Benziman (he) selon laquelle Moshe Dayan aurait en fait laissé le choix à Ariel Sharon entre ces deux options et qu'« il y avait peu de doutes sur celle qu'il mettrait en œuvre ».

### Causes de la mort des victimes et leur nombre
Selon la version d’Ariel Sharon, la plupart des victimes se seraient réfugiées dans les caves et les sous-sols des maisons et seraient mortes ensevelies, sans que les soldats israéliens ne réalisent leur présence. Il déclara en effet qu’il avait cru les maisons vidées de leurs habitants, son unité ayant mené, d’après lui, les vérifications nécessaires avant d’actionner les détonateurs,. Cette version est appuyée par le témoignage d’un des hommes ayant participé à l’opération qui relate notamment qu’un enfant et qu’un vieillard trouvés dans les maisons furent évacués. Lors de son rapport à Moshe Dayan, Ariel Sharon aurait d’ailleurs annoncé un bilan de 12 victimes arabes, comme prévu bien que selon Zeev Drori, ce nombre se réfère au nombre de soldats jordaniens tués, pas au nombre de civils. Howard Sachar donne foi à cette version et indique que « [les victimes] furent tuées dans les maisons démolies; elles s'étaient cachées là et passèrent inaperçues ».
Les détracteurs d’Ariel Sharon font valoir le point de vue du Major Hutchinson, président faisant fonction de la Commission d’armistice mixte qui s’est rendu sur les lieux et qui est rapporté au Conseil de sécurité par le Général Vagn Bennike, chef d’État-major de l’Organisme des Nations unies chargé de la surveillance de la trêve en Palestine. Selon lui, les habitants furent empêchés de quitter leur maison comme l’indiquent les impacts de balles relevés sur les portes des habitations et ils auraient été volontairement ensevelis lors de la destruction de celles-ci,.
L’historien Benny Morris, se basant sur les rapports des médecins légistes jordaniens, indique que la majorité des victimes sont mortes par balles ou par shrapnels mais non ensevelies sous les décombres, réfutant donc les deux thèses précédentes. Zeev Drori ne contredit pas la thèse de Morris et souligne l’autre argument de Morris qui est que les règles d’engagement en zone urbaine [à l’époque] ne demandaient pas de vérifier la présence de civils dans les maisons et que les ordres relatifs à l’opération ne faisaient pas de distinction entre la population civile et les soldats jordaniens mais que l’objectif était de faire un maximum de victimes.
Il existe également une petite controverse sur le nombre de victimes civiles du massacre. La totalité des sources secondaires parlent de 69 ou 70 victimes. Cependant, Benny Morris parle de « 60 habitants et d’une poignée de légionnaires » et Zeev Drori rapporte que dans son rapport de l’opération, Ariel Sharon parlera de 12 gardes nationaux tués. Ceci porterait le nombre de victimes civiles à environ 60. Toutefois, Walid Khalidi considère que toutes les victimes furent civiles en se rapportant à un ouvrage de John Bagot Glubb dans lequel il écrit que l'attaque ne fit ni mort ni blessé parmi les gardes nationaux jordaniens.

### Ariel Sharon et la politique de représailles
Le raid sur Qibya et le massacre qui suivit sont souvent pris comme exemple par les détracteurs de la politique de représailles israélienne, à laquelle on associe l’image d’Ariel Sharon, pour dénoncer ce qu’ils considèrent comme étant du terrorisme d'État dans le chef d’Israël.
Par exemple, Noam Chomsky déclarait en 1988 que :
« Qibya est le premier exemple « bien connu » dans la carrière terroriste d’Ariel Sharon. (…) »
« C’est le massacre de Qibya qui vient immédiatement à l’esprit (…) quand on raconte des affabulations sur la pureté des armes, sur la conciliation et la paix, et sur la droiture et l’honneur pour mettre Begin en contraste avec ses prédécesseurs du Parti travailliste. (…) »
« La responsabilité de l’armée israélienne est encore plus manifeste et plus saillante dans le cas antérieur de Qibya que dans celui des massacres de Beyrouth, ainsi que sa duplicité. »

### Documentation
: document utilisé comme source pour la rédaction de cet article.
Ouvrages traitant de l'opération
- [Drori 2005] (en) Zeev Drori, Israël’s Reprisal Policy 1953-1956, New York, Taylor and Francis group, 2005, 232 p. (ISBN 0714685178), « Operation Qibya », p. 108-112.
- [Razoux 2006] Pierre Razoux, Tsahal : Nouvelle histoire de l'armée israélienne, 2006 [détail de l’édition], chap. 5.1 (« La bataille des frontières et l’Unité 101 »), p. 125-128.
- [Morris 2003] Benny Morris (trad. de l'anglais), Victimes : histoire revisitée du conflit arabo-sioniste, Bruxelles/Paris/Cachan, Éditions complexe, 2003, 852 p. (ISBN 2870279388, lire en ligne), chap. VI (« 1949-1956 »), p. 285-330.
- Samy Cohen, Tsahal à l'épreuve du terrorisme, Le Seuil, 2009,  (ISBN 9782020838238).

En particulier, la section La guerre aux infiltrés, p. 58-64.
Biographies de protagonistes
- [Rosenzweig 2006] Luc Rosenzweig, Ariel Sharon, Paris, Perrin, 2006, 433 p. (ISBN 2262024111), chap. 6 (« L’Unité 101 »), p. 109-115.
- [Haïk 2006] Daniel Haïk, Sharon : un destin inachevé, Paris, L’Archipel, 2006, 497 p. (ISBN 2841877701), chap. 2 (« Sauver Tsahal à 25 ans »), p. 31-48.

Publications
- [Khalidi et Caplan 2002] (en) Walid Khalidi et Neil Caplan, « The 1953 Qibya Raid Revisited : Excerpts from Moshe Sharett’s Diaries », Journal of Palestine Studies, vol. 31, no 4,‎ été 2002, p. 77-98 (JSTOR 10.1525/jps.2002.31.4.77).
- [Morris 1996] (en) Benny Morris, « The israeli Press and the Qibya Operation, 1953 », Journal of Palestine Studies, vol. 25, no 4,‎ été 1996, p. 40-52 (JSTOR 2538005).

Articles de presse
- (he + en) Yeshayahou Leibowitz, After Qibya, BeTerem, 15 décembre 1953, consultable en hébreu et en anglais sur le site tpeople.co.il

Documents officiels
- (en) Lettre S/3113 du représentant jordanien aux Nations unies en date 19 octobre 1953
- (en) Rapport S/PV.630 du Conseil de Sécurité des Nations unies en date du 27 octobre 1953
- (en) Rapport S/PV.632 du Conseil de Sécurité des Nations unies en date de 29 octobre 1953
- (en) Rapport S/635/Rev.1 du Conseil de Sécurité des Nations unies en date du 9 novembre 1953
- (en) Rapport S/636/Rev.1 du Conseil de Sécurité des Nations unies en date du 16 novembre 1953
- (en) Rapport S/PV.640 du Conseil de Sécurité des Nations unies en date du 20 novembre 1953
- (fr + en) Résolution 101 du Conseil de Sécurité des Nations unies en date du 24 novembre 1953
- (en) The Failure of the Armistice présentant le contexte de la Guerre des frontières sur le site du Ministère des Affaires étrangères israélien.

Autres ouvrages traitant du sujet
- [Morris 1993] (en) Benny Morris, Israël’s Border Wars 1949-1956, Oxford University Press, 1993, 489 p. (ISBN 0198292627), chap. 8 (« Qibya »), p. 240-276.
- Avi Shlaim, The Iron Wall: Israel and the Arab World, Penguin, 2001,  (ISBN 0393321126).

En particulier un court extrait p. 91-92 consultable sur le site http://Sabaah.biz
- [Sharon et Chanoff 2001] (en) Ariel Sharon et David Chanoff (en), Warrior : an autobiography, Simon & Schuster, 2001, 596 p. (ISBN 074322566X).
- Elmo Hutchinson, Violent Truce: A Military Observer Looks at the Arab-Israeli Conflict 1951-1955, London, John Calder, 1956.

Articles en ligne
- (fr) Roger Nab’aa, Du bon usage des bains de sang, Revues d’Études Palestiniennes, Numéro 2, 1982. Article critique sur la politique de représailles.
- (en) Hadah Thier, Ariel Sharon : War Criminal, International Socialist Review Issue 17, avril-mai 2001. Article critique sur Ariel Sharon.
- (en) Flore de Préneuf, An eye for an eye, février 2001. Article critique sur Ariel Sharon, focalisé en particulier sur Qibya et présentant un court témoignage d’une survivante.
- (en) Ahmed Amr, Nailing Sharon for Qibya will bring peace, Media Monitors Network, 31 mai 2001. Article polémique sur Ariel Sharon, focalisé en particulier sur Qibya et parlant de 600 soldats ainsi que du "meurtre de sang-froid de chaque homme, femme et enfant".
- (en) What happened at the Arab village of Qibya in 1953 ?, sur le site Palestine Facts. Article polémique prenant le parti des forces israéliennes.